# Belmore Park
Koordinaten: 33° 52′ 53,4″ S, 151° 12′ 27,7″ O

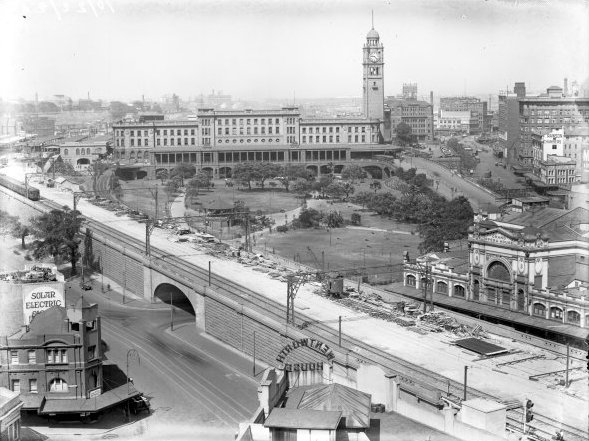
Belmore Park, mit Central station und Eisenbahnlinie

Der Belmore Park ist eine öffentliche Grünanlage am südlichen Rand der Innenstadt von Sydney, im australischen New South Wales. Er liegt neben der Sydney Central Railway Station und wird von der Hay Street, Eddy Avenue, Elizabeth Street and Pitt Street begrenzt. Früher war das Gebiet Teil eines als Police Paddock (d. h. so viel wie Polizeinest) bekannten Kronlands. Dazu gehörten die Polizeikaserne, der Friedhof in der Devonshire Street, das Frauenhaus des Samariterbundes, ein Armenhaus und eine Allmend. 1868 öffnete der Park, und wurde Somerset Lowry-Corry, 4. Earl Belmore gewidmet. Lowry-Corry war damals Gouverneur von New South Wales. 1901 wurde das Gebiet für den Bau des Hauptbahnhofes von Sydney verwendet. Der Aushub landete auf der Allmend, wodurch das Gelände seither völlig anders aussieht. 1908 wurde in Sydney die „Royal Commission for the Improvement of the City of Sydney and Its Suburbs“, eine aus elf Personen bestehende Expertenkommission, eingesetzt. Norman Selfe, Mitglied dieser Kommission, schlug eine Umgestaltung des Parks vor. Das wurde viel später gemacht, Selfe erlebte es aber nicht mehr.

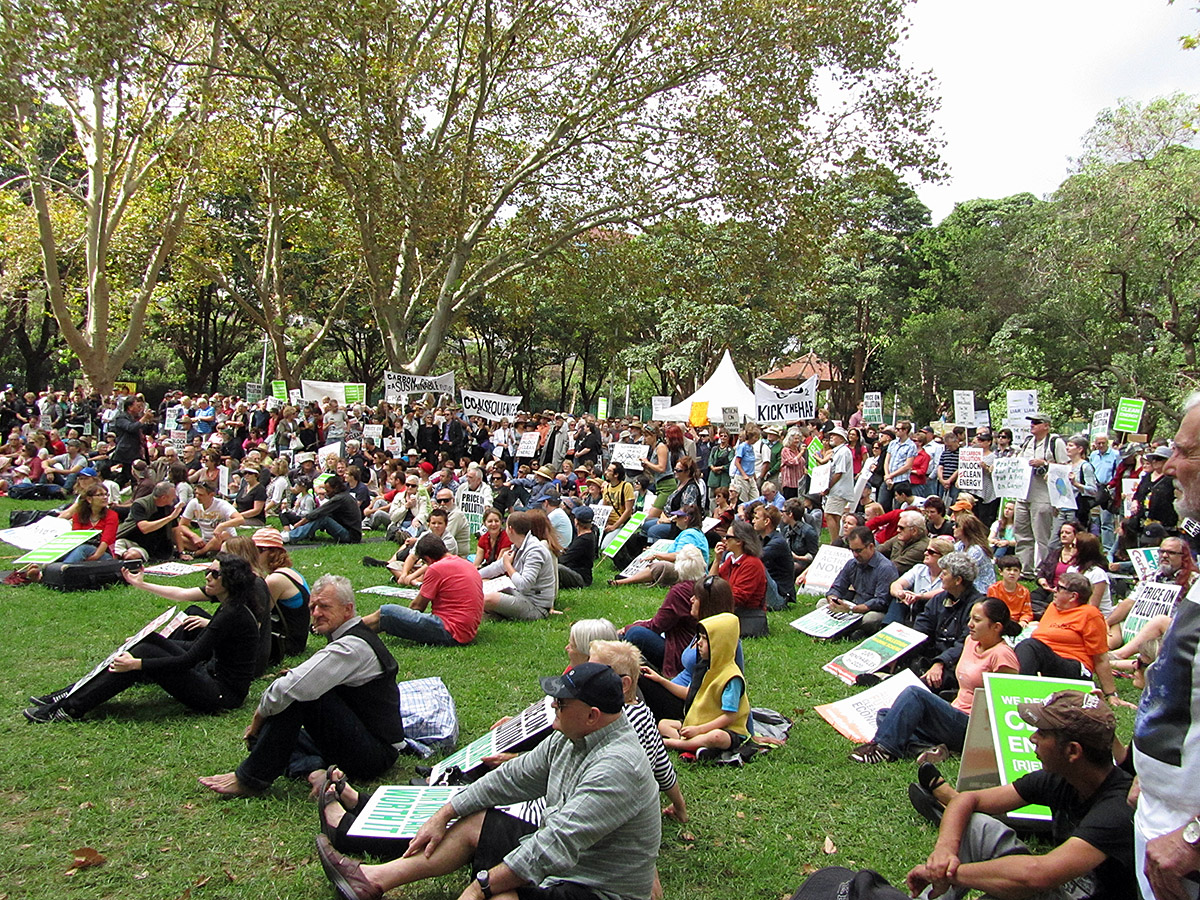
Sitzung zum Klimawandel im Park, 2011

Wegen seiner Nähe zur City, und vor allem des Hauptbahnhofes wird der Park gern für Veranstaltungen, Märkte, und auch Proteste genutzt. Beispielsweise versuche Henri L'Estrange ohne Erfolg mit einem Gasballon abzuheben. Während der olympischen Sommerspiele 2000 war der Park einer der fünf Zonen, wo die Spiele öffentlich übertragen wurden. In den späten 1860er Jahren wurden "Belmore Produce Markets" und Paddy's Markets gegenüberliegend gebaut. Heute ist das als "Haymarket" bekannt.
Der Park ist ein Verkehrsknoten. Im östlichen Teil kommt die als "City Circle" bekannte Eisenbahnlinie oberirdisch und wird dann unter der Erde in die Stadt geführt. Alle Städtebusse von Sydney fahren an der Eddy Avenue Richtung Süden ab. Ebenso fahren dort viele lokale Busse in Richtung der östlichen Vororte ab, z. B. zur University of New South Wales, und nach Bondi. An der Westseite des Parks gibt es eine Auffahrt zum Eingangsbereich des Hauptbahnhofes. Die Umkehrschleife der Metro Light Rail geht rings um den Park. Über Rampen an der Ost- und Westseite gelangt man in den Hauptbahnhof.